# Chaudon
Chaudon é uma comuna francesa na região administrativa do Centro, no departamento Eure-et-Loir. Estende-se por uma área de 11,37 km². Em 2010 a comuna tinha 1 704 habitantes (densidade: 149,9 hab./km²).